# لانگر ۱۲۲۸۷
سیارک ۱۲۲۸۷ (به انگلیسی: 12287 Langres، نامگذاری:1991GH5) دوازده هزار و دویست و هشتاد و هفتمین سیارک کشف شده‌است که در ۸ آوریل ۱۹۹۱ کشف شد.
قدر مطلق سیارک برابر ۲۳.۴ است.